# Osmund Hansen
Pour les articles homonymes, voir Hansen.
Osmund Hansen, né le 23 mars 1908 à Skovshoved (désormais Copenhague) et mort le 22 juillet 1995 dans la même ville est un artiste danois, actif dans la peinture et le graphisme. Il est principalement connu pour des représentations abstraites, inspirées par la nature.
Il fut membre du conseil d'administration de l'Académie royale des beaux-arts du Danemark et Président de l'Association Scandinave à Rome de 1977 à 1978. 